# Liste von Lenindenkmälern
Lenindenkmäler wurden seit dem Tode Wladimir Iljitsch Lenins vor allem in zahlreichen Städten der Sowjetunion und anderer sozialistischer Staaten errichtet, seltener auch in nicht-sozialistischen Staaten. Sie entstanden im Zuge eines um ihn entwickelten Personenkults und sollten Lenin als kommunistischen Vordenker und Gründer der Sowjetunion ehren. 

## Standorte von Lenindenkmälern
- Lenindenkmale in nicht-sozialistischen Ländern
  - Lenindenkmale in Westdeutschland, darunter:
    - Lenindenkmal (Gelsenkirchen)

- Lenindenkmale in den ehemaligen sozialistischen Ländern
  - Lenindenkmale auf dem Territorium der ehemaligen DDR, darunter:
    - Lenindenkmal (Berlin)
    - Lenindenkmal (Dresden)
    - Lenindenkmal (Eisleben)

  - Lenindenkmale in Polen, darunter:
    - Lenindenkmal (Nowa Huta)

  - Lenindenkmale in Russland
  - Lenindenkmale in der Ukraine, darunter:
    - Lenindenkmal (Freiheitsplatz Charkiw)
    - Lenindenkmal (Kiew)
    - Lenindenkmal (Saporischschja)